# Гран-при Далласа
Гран-при Далласа — этап чемпионата мира по автогонкам в классе «Формула-1» сезона 1984 году, до включения этой гонки в американскую серию Trans-Am в 1988 году.
Первоначально гонка проходила на городской трассе Фэйр-Парк, но с 1989 года гонку стали проводить в Аддисоне. В 1993 году соревнование переместилось на городскую трассу вокруг «Reunion Arena», которая была пристанищем для многих команд Далласа.

## Победители
Розовым цветом отмечены гонки, не входившие в чемпионат мира Формулы-1
| Год         | Пилоты        | Конструктор    | Место         | Отчёт         |
| ----------- | ------------- | -------------- | ------------- | ------------- |
| 1984        | Кеке Росберг  | Williams-Honda | Фэйр-Парк     | Отчёт         |
| 1985 — 1987 | Не проводился | Не проводился  | Не проводился | Не проводился |
| 1988        | Хёрли Хэйвуд  | Audi           | Фэйр-Парк     | Отчёт         |
| 1989        | Дорси Шредер  | Ford           | Аддисон       | Отчёт         |
| 1990        | Ирв Хоерр     | Oldsmobile     | Аддисон       | Отчёт         |
| 1991        | Ирв Хоерр     | Oldsmobile     | Аддисон       | Отчёт         |
| 1992        | Не проводился | Не проводился  | Не проводился | Не проводился |
| 1993        | Джек Болдуин  | Chevrolet      | Reunion Arena | Отчёт         |
| 1994        | Рон Феллоус   | Chevrolet      | Reunion Arena | Отчёт         |
| 1995        | Не проводился | Не проводился  | Не проводился | Не проводился |
| 1996        | Рон Феллоус   | Chevrolet      | Reunion Arena | Отчёт         |